# Otto Leodolter
Otto Franz Leodolter (Mariazell, 1936. március 18. – Ried im Innkreis, 2020. december 16.) olimpiai bronzérmes osztrák síugró.

## Pályafutása
1956 és 1964 között három olimpián vett részt. A legjobb eredményét az 1960-as Squaw Valley-i olimpián érte el, amikor bronzérmet szerzett. Ez volt Ausztria első olimpiai érme síugrásban. A Négysánc-versenyeken 1959–60-ban harmadik, 1960–61-ben a második helyen végzett összesítésben.

## Sikerei, díjai
- Olimpiai játékok – síugrás
  - bronzérmes: 1960, Squaw Valley
- Négysánc-verseny
  - 2.: 1960–61
  - 3.: 1959–60